# Фарбування аураміном–родаміном

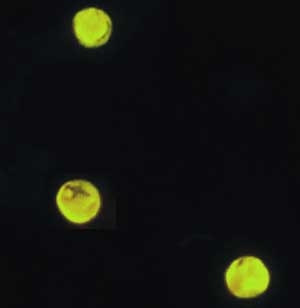
Ооцисти Cryptosporidium parvum, флуоресцентно-забарвлені аураміном-родаміном.

Фарбування аураміном-родаміном (AR), також відоме як фарбування за Труантом, є гістологічною методикою, яка використовується для візуалізації кислотостійких бактерій, зокрема представників роду Mycobacterium, за допомогою флуоресцентної мікроскопії. При фарбуванні аураміном-родаміном кислотостійкі організми набувають червонувато-жовту флуоресценцію . Незважаючи на те, що фарбування аураміном-родаміном не настільки селективне для кислотостійких організмів (таких як Mycobacterium tuberculosis або Nocardia) як фарбування за Цілем-Нільсеном, воно є більш доступним та чутливим, тому його часто використовують як інструмент клінічного скринінгу та діагностики.
У протоколі використовують аурамін О та родамін В. Ці сполуки є потенційно канцерогенними.